# Ninohe (Iwate)
Ninohe (二戸市 Ninohe-shi?) es una ciudad localizada en la prefectura de Iwate, Japón. En octubre de 2019 tenía una población estimada de 25.696 habitantes y una densidad de población de 61,1 personas por km². Su área total es de 420,42 km².

## Geografía

### Localidades circundantes
- Prefectura de Iwate
  - Hachimantai
  - Ichinohe
  - Karumai
  - Kunohe
- Prefectura de Aomori
  - Nanbu
  - Sannohe
  - Takko

## Demografía
Según los datos del censo japonés, esta es la población de Ninohe en los últimos años.
| 1995   | 2000   | 2005   | 2010   | 2015   |
| ------ | ------ | ------ | ------ | ------ |
| 33.755 | 33.102 | 31.477 | 29.702 | 27.611 |